# Южная Осетия
Ю́жная Осе́тия (осет. Хуссар Ирыстон [ˈχus:ɒr iˈrəston], официально: Респу́блика Ю́жная Осе́тия (осет. Республикӕ Хуссар Ирыстон [resˈpublikʰæ ˈχus:ɒr iˈrəston]), или Госуда́рство Ала́ния (осет. Паддзахад Алани [pʰɒtt͡sɒˈχɒd ɒˈlɒni]) — частично признанное государство на Южном Кавказе, провозглашённое на международно признанной территории Грузии. Не имеет выхода к морю. Вопрос о международно-правовом статусе Южной Осетии является спорным: независимость республики признана пятью государствами — членами ООН (Россия, Венесуэла, Никарагуа, Науру, Сирия) и тремя непризнанными и частично признанными государствами. В документах ООН рассматривается как территория Грузии.
Согласно административно-территориальному делению Грузии территория, на которой расположена республика, относится к части территорий краёв Грузии Шида-Картли, Мцхета-Мтианети, Имерети и Рача-Лечхуми и Нижняя Сванетия. В Конституции Грузии именуется как «бывшая Юго-Осетинская автономная область», в ряде других документов — как «Цхинвальский регион». Согласно принятому 10 мая 2007 года закону «О создании соответствующих условий для урегулирования конфликта в бывшей Юго-Осетинской автономной области» на территории бывшей ЮОАО, контролировавшейся на тот момент Грузией, создавалась временная административная единица Южная Осетия.
В 1922—1990 годах Южная Осетия являлась автономной областью в составе Грузинской ССР. Правительство Южной Осетии в административно-территориальном отношении рассматривает территорию республики как разделённую на 4 района: Цхинвальский, Ленингорский, Знаурский и Дзауский. Верховным советом Грузии её территория была разделена между несколькими административными районами: Ахалгорским, Горийским, Джавским, Карельским, Онским и Сачхерским. Южная Осетия в значительной степени опирается на политическую, экономическую и военную поддержку со стороны России.
Грузия рассматривает Южную Осетию наряду с Абхазией как территорию, оккупированную Россией.

## Этимология
Российской военной, а затем — гражданской администрацией термин «Южная Осетия», наряду с терминами «Горная Осетия», «нагорная полоса Южной Осетии», «южные осетины» и так далее, начал использоваться в начале XIX века. Управляющий военными и гражданскими делами генерал-лейтенант Карл Кнорринг в своём рапорте русскому императору от 26 марта 1802 года горные районы ущелий Большой и Малой Лиахви, заселённые осетинами, называет «Осетией», а предгорную и низменную зоны, населённые грузинами, «Грузией».
Очень скоро это название стали использовать и другие российские чиновники, и в одном из составленных в том же 1802 году рапортов заселённые осетинами районы называются «Осетией». В 1830 году уже появляется и оппозиционная топонимическая пара: «Южная Осетия» и «Северная Осетия». Так, в статье анонимного автора, напечатанной в газете «Тифлисские ведомости», «Южной Осетией» называется территория горных районов ущелий Большой и Малой Лиахви, Ксани и Меджуды.
Приблизительно та же картина предстаёт и в записке генерал-фельдмаршала Паскевича тифлисскому военному губернатору генерал-адъютанту Стрекалову, посланной 24 мая 1830 года, где в противоположность «верхней части Осетии» или «Верхней Осетии» упоминается «нижняя часть Осетии» или «Южная Осетия», которая охватывает горную полосу ущелий Большой и Малой Лиахви и Ксани.
Трансформация топонима «Южная Осетия» в обозначение административно-территориального образования с определёнными административными границами произошла в 1922 году, когда была образована Юго-Осетинская автономная область Грузинской ССР.
В настоящее время грузинские власти в официальных документах и выступлениях используют для именования Южной Осетии название «Цхинвальский регион», употреблявшееся, в частности, во время президентства Эдуарда Шеварднадзе; использовавшееся во время президентства Звиада Гамсахурдия название «Самачабло» (по фамилии грузинских князей Мачабели) также сохраняется в грузинской прессе.
В конце 2015 года президент Южной Осетии Леонид Тибилов предложил внести дополнение в название республики, чтобы государство стало называться «Южная Осетия — Алания» по аналогии с российским регионом. Актуальность переименования связана с разделённостью территории, на которой проживает осетинский народ, на два государства.
На референдуме 9 апреля 2017 года большинство населения, 78 % от проголосовавших в РЮО, поддержало внесение в Конституцию поправок, признающих равнозначными названия «Республика Южная Осетия» и «Государство Алания» (осет. Паддзахад Алани). Согласно конституционному закону «О референдуме Республики Южная Осетия», это решение вступает в силу со дня официального опубликования ЦИК, является общеобязательным и не нуждается в дополнительном утверждении.

## Физико-географическая характеристика

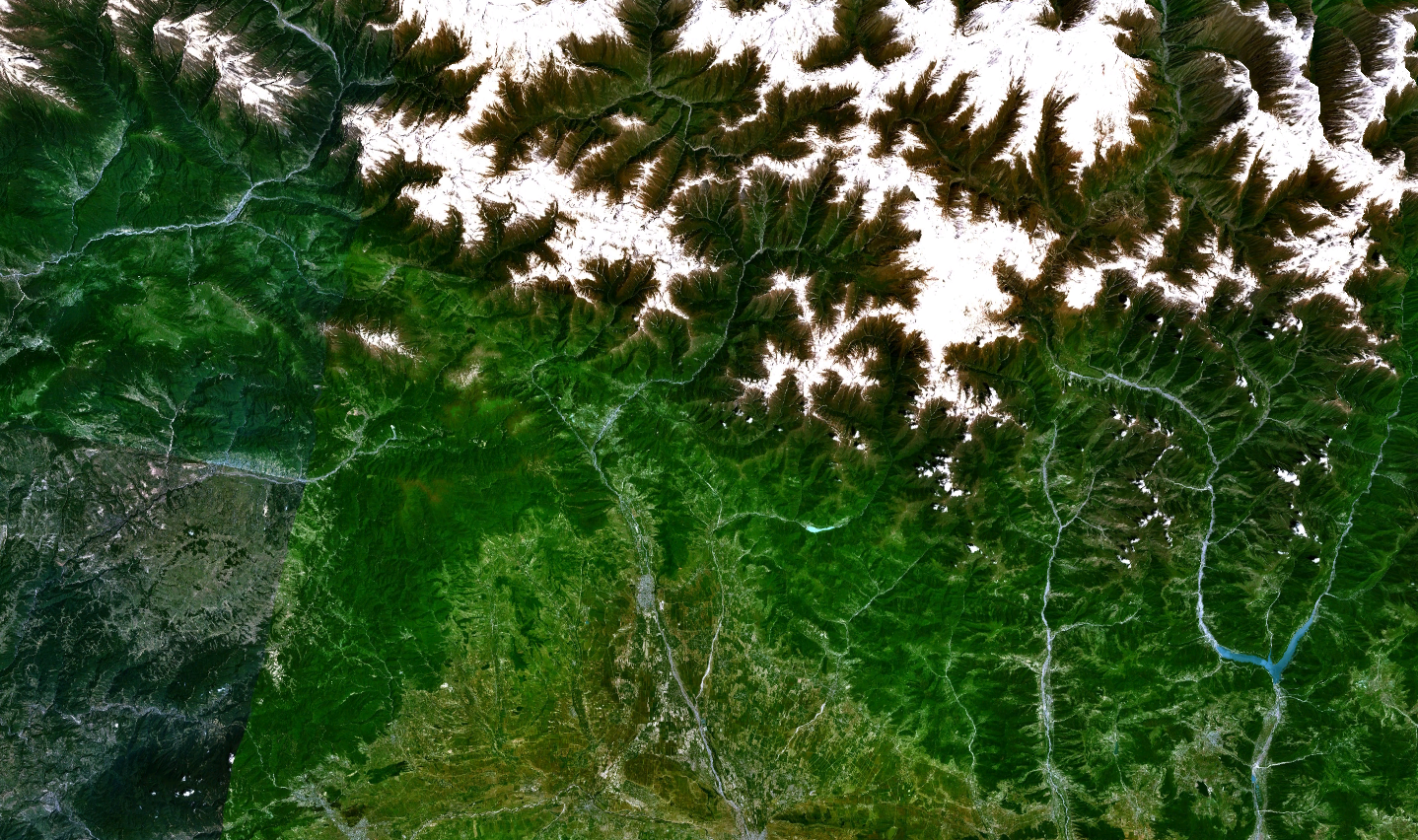
Южная Осетия. Вид из космоса

Физическая карта Южной Осетии

Более 89,3 % территории Южной Осетии находится на высоте 1000 и более метров над уровнем моря. Рельеф горный.
Высшая точка республики — гора Чанчахи (4461 м), однако в большинстве источников такой считается Халаца (3938 м).
Главный Кавказский хребет закрывает территорию от холодных северных ветров, поэтому средняя температура выше, чем в среднем по Кавказу: средняя температура января +4,5 °C, июля — +20,3 °C.
Среднегодовое количество осадков 598 мм.
Крупнейшие озёра республики — Келистба, Эрцо, Цителихатское и Кведи.
Крупнейшие реки Южной Осетии — Большая Лиахви, Ксани, Малая Лиахви.
Самое южное поселение в Южной Осетии — село Орчосан, самое западное — Переу.
Площадь РЮО составляет 3900 км².
Крайние географические точки:
- 42°44′46″ с. ш. 43°47′37″ в. д.HGЯO — северная
- 42°01′18″ с. ш. 44°19′20″ в. д.HGЯO — южная
- 42°21′16″ с. ш. 43°35′40″ в. д.HGЯO — западная
- 42°12′02″ с. ш. 44°37′33″ в. д.HGЯO — восточная

## Государственно-политическое устройство

### Внешняя политика и международные отношения

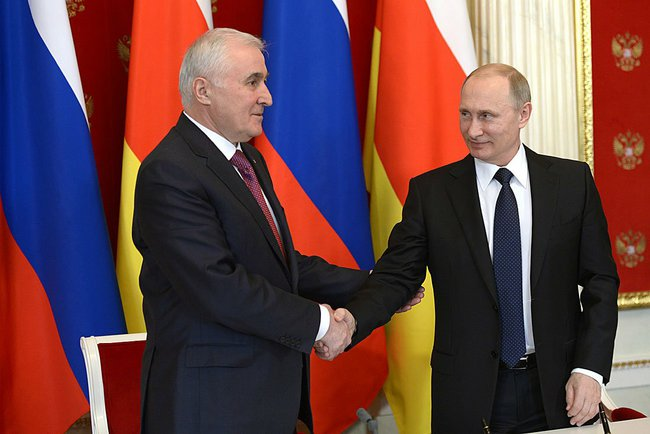
Президент Южной Осетии Л. Тибилов и президент России В. Путин после подписания Договора о сотрудничестве и интеграции.
18 марта 2015 года

Независимость Южной Осетии от Грузии первой признала Россия в августе 2008 года. Впоследствии примеру РФ последовали Никарагуа, Венесуэла и Науру (16.12.2009). За границей открыто несколько дипломатических представительств и консульских учреждений Южной Осетии.
С 2009 года в Южной Осетии дислоцируется 4-я российская военная база численностью 4000 человек.
Министр иностранных дел Австралии Кевин Радд на встрече с Сергеем Лавровым 31 января 2012 года высказал опасения в том, что финансовая помощь островным государствам Вануату, Науру и Тувалу, признавшим независимость двух отколовшихся от Грузии республик — Южной Осетии и Абхазии, со стороны России имеет место «в обмен на дипломатическую поддержку её инициатив». Оказание помощи островным государствам Азиатско-Тихоокеанского региона со стороны России должно быть предельно прозрачным, заявил Кевин Радд.
В преддверии визита Лаврова на Фиджи некоторые австралийские политики заявили, что его подлинная цель — покупка признания независимости для Абхазии и Южной Осетии. Лавров эти обвинения категорически опроверг.
28 января 2015 года Южная Осетия была признана самопровозглашённой Луганской Народной Республикой. Сама ЛНР была официально признана РЮО ещё 18 июня 2014.
Также установлены взаимные признания и дипломатические отношения с Донецкой Народной Республикой.
18 марта 2015 года Южная Осетия подписала с Российской Федерацией договор о союзничестве и интеграции.
29 мая 2018 года Сирия признала Южную Осетию.
31 марта 2022 года президент РЮО Анатолий Бибилов сообщил, о том, что Южная Осетия может объединиться с Северной в случае вхождения в состав РФ путём референдума. В тот же день Глава Северной Осетии Сергей Меняйло поддержал возможность объединения республик. 13 мая Анатолий Бибилов объявил о назначении референдума на 17 июля 2022 года, однако 30 мая Алан Гаглоев, ставший незадолго до этого президентом, приостановил указ о референдуме по присоединению к России.

## Административное деление

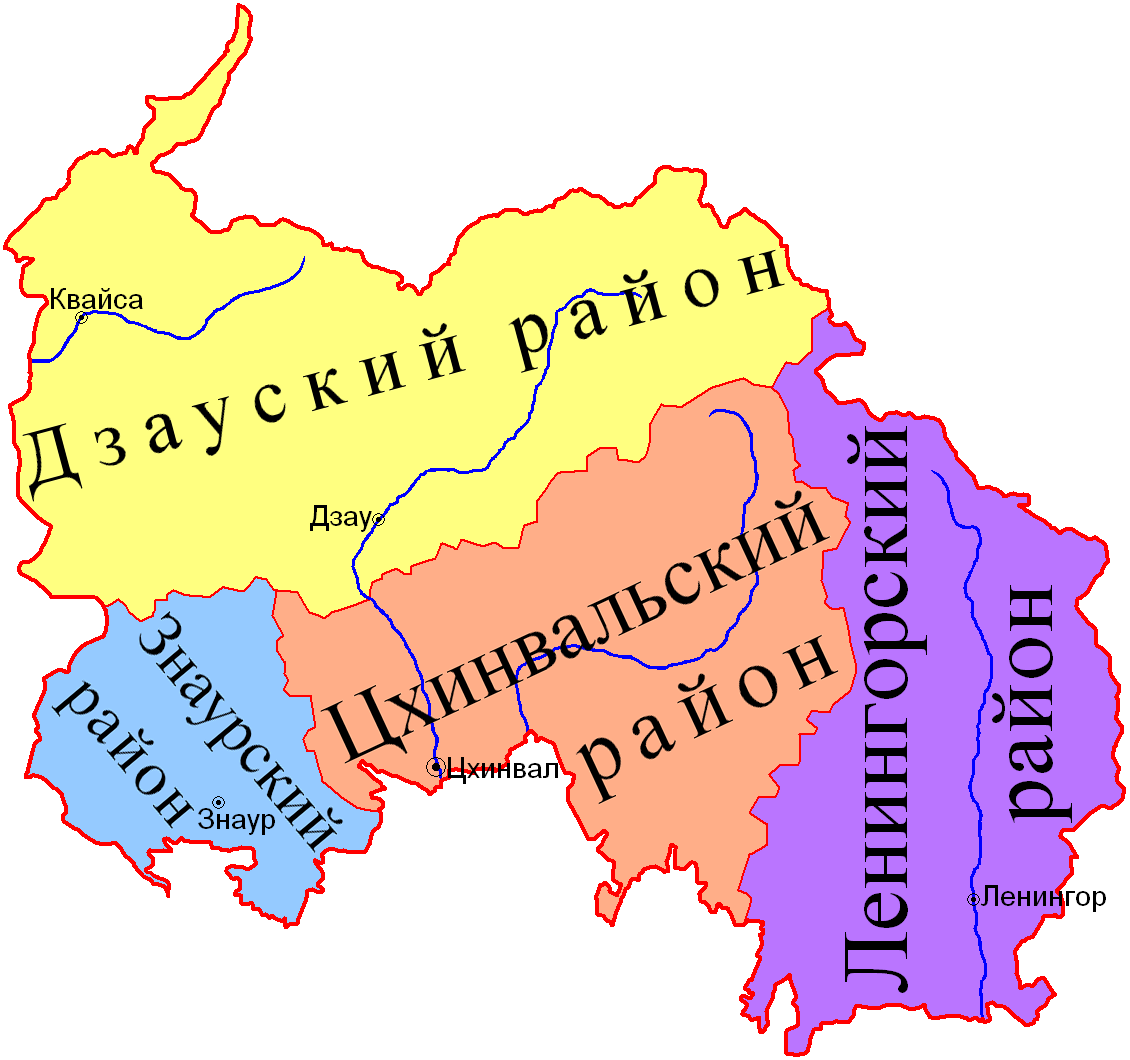
Районы Южной Осетии

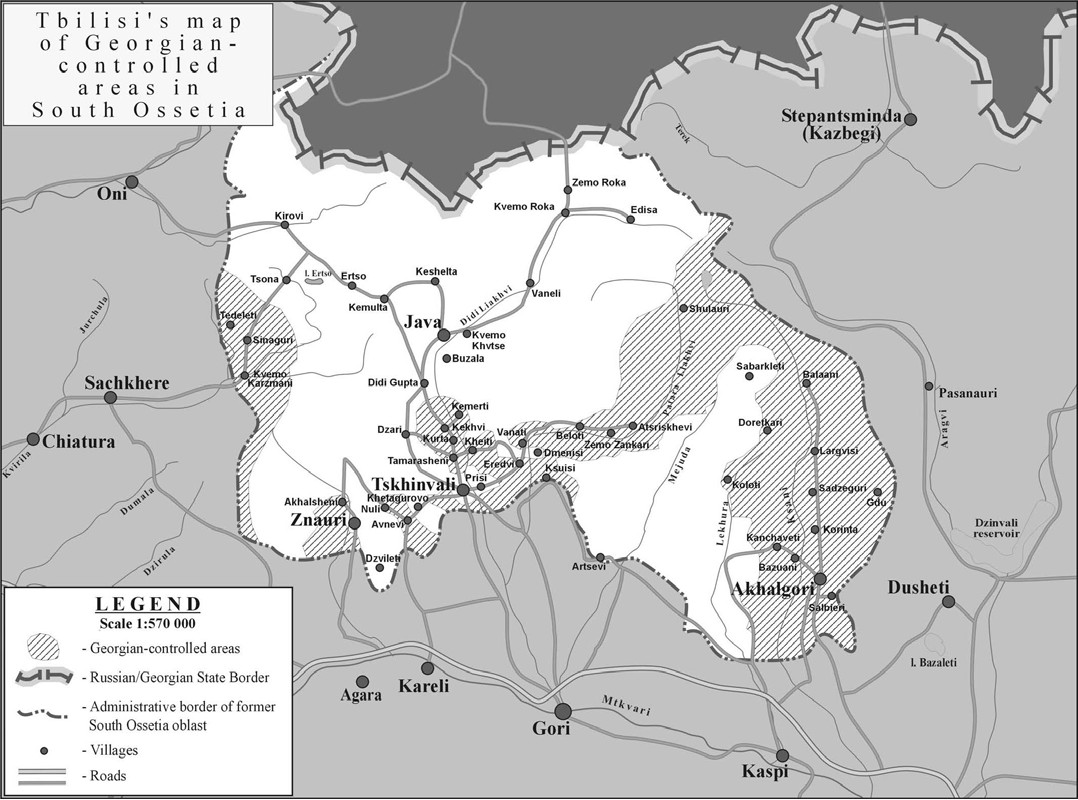
Территории РЮО, контролировавшиеся Грузией до августа 2008 (Английская транскрипция)

1. — Дзауский (Джавский) район[48], административный центр — Дзау (Джава)[48]
2. — Знаурский район, административный центр — Знаур (Знаури)[48]
3. — Ленингорский район, административный центр — Ленингор (Ленингори)[48]
4. — Цхинвальский район, административный центр — Цхинвал
5. — город Цхинвал
6. — город Квайса

В республике статус города имеют только два населённых пункта — Цхинвал и Квайса. Три населённых пункта имеют статус посёлков городского типа — Дзау, Знаур и Ленингор. Все остальные населённые пункты имеют статус сёл.

Районы состоят из 41 сельской администрации (сельсоветов), в том числе в Цхинвальском районе — 15, Дзауском — 12, Ленингорском — 8, Знаурском — 6 сельских администраций (сельсоветов).

### Населённые пункты
В Южной Осетии по данным переписи населения 2015 года расположены 335 населённых пунктов:
- 2 города: Цхинвал (население 30432 чел.) и Квайса (985 чел.)
- 3 посёлка городского типа: Ленингор (1033 чел.), Дзау (2111 чел.), Знаур (451 чел.)
- 330 сельских населённых пунктов.

## Население

### Численность
По итогам Всесоюзной переписи населения СССР 1989 года численность населения Южной Осетии составила 98 527 человек, в том числе 42 333 человек в Цхинвале.
В Докладе ООН приводятся данные, согласно которым на территории Южной Осетии до войны 2008 года проживали почти 83 тысячи человек. В результате проводившихся российскими и южноосетинскими войсками этнических чисток в регионе в ходе и после российско-грузинской войны 2008 года как минимум 20 тысяч этнических грузин были изгнаны из Южной Осетии. По данным Комитета по миграции ПАСЕ численность Южной Осетии после войны составила порядка 50 тысяч человек к 2009 году.
По данным сотрудницы центра «Демос» Варвары Пахоменко, основанным на данных избирательных комиссий, сведениях о миграции беженцев и численности учащихся школ, в 2009 году численность наличного населения РЮО была в пределах от 26 до 32 тысяч человек, из которых в Цхинвале не более 17 тыс. человек.
По данным «подворового опроса» 2012 года численность населения Южной Осетии составила 51 572 человека, из которых в Цхинвале — 28 664 человека. Осетины составили 89,1 % жителей республики, грузины — 8,9 %, русские — 1 %, представители других национальностей — 1 %. По данным «подворового опроса» 2013 года в республике проживало 51 547 человек.
С 15 по 30 октября 2015 года в республике прошла первая Всеобщая перепись населения, охватившая более 53 тысячи граждан (в том числе около 30 тысяч в Цхинвале и более 7 тысяч человек в Цхинвальском районе). По окончательным итогам этой переписи численность населения РЮО составила 53 532 человека, в том числе 30 432 человека в Цхинвале.
Население Южной Осетии по переписям
| 1926    | 1939     | 1959    | 1970    | 1979    | 1989    | 2008    |
| ------- | -------- | ------- | ------- | ------- | ------- | ------- |
| 87 375  | ↗106 118 | ↘96 807 | ↗99 421 | ↘97 378 | ↗99 102 | ↘83 000 |
| 2009    | 2012     | 2015    | 2017    | 2018    | 2019    | 2020    |
| ↘50 000 | ↗50 644  | ↗53 532 | ↗54 485 | ↗55 521 | ↗56 450 | ↗57 095 |
| 2021    |          |         |         |         |         |         |
| ↘56 405 |          |         |         |         |         |         |

### Национальный состав
Население Южной Осетии состоит из осетин, грузин и некоторых других этнических групп (в основном русских, а также армян и евреев), при этом осетинские и грузинские населённые пункты (до августа 2008 г.) были перемешаны друг с другом. Многие осетины покинули регион в результате вооружённого конфликта начала 1990-х годов, найдя убежище на российской территории, в основном в Северной Осетии. Большинство грузин покинули свои сёла в результате последствий войны августа 2008 года, перебравшись в Грузию.
По данным Южной Осетии, большинство населения составляют осетины (в 2015 году — 89,9 %).
Национальный состав (чел.) Южной Осетии в 1926—2015 годах:
|         | 1926            | 1939            | 1959            | 1970            | 1979            | 1989            | 2012            | 2015            |
| ------- | --------------- | --------------- | --------------- | --------------- | --------------- | --------------- | --------------- | --------------- |
| Осетины | 60 351 (69,1 %) | 72 266 (68,1 %) | 63 698 (65,8 %) | 66 073 (66,5 %) | 65 077 (66,4 %) | 65 233 (66,2 %) | 46 000 (89,1 %) | 48 146 (89,9 %) |
| Грузины | 23 538 (26,9 %) | 27 525 (25,9 %) | 26 584 (27,5 %) | 28 125 (28,3 %) | 28 187 (28,8 %) | 28 544 (28,9 %) | 4600 (8,9 %)    | 3966 (7,4 %)    |
| Русские | 157 (0,2 %)     | 2111 (2,0 %)    | 2380 (2,5 %)    | 1574 (1,6 %)    | 2046 (2,1 %)    | 2128 (2,1 %)    | 500 (1,0 %)     | 610 (1,1 %)     |
| Армяне  | 1374 (1,6 %)    | 1537 (1,4 %)    | 1555 (1,6 %)    | 1254 (1,3 %)    | 953 (1,0 %)     | 984 (1,0 %)     |                 | 378 (0,7 %)     |
| Евреи   | 1739 (2,0 %)    | 1979 (1,9 %)    | 1723 (1,8 %)    | 1485 (1,5 %)    | 654 (0,7 %)     | 397 (0,4 %)     |                 |                 |
| другие  | 216 (0,2 %)     | 700 (0,7 %)     | 867 (0,9 %)     | 910 (0,9 %)     | 1071 (1,1 %)    | 1242 (1,2 %)    | 500 (1,0 %)     | 432 (0,8 %)     |
| Итого   | 87 375          | 106 118         | 96 807          | 99 421          | 97 988          | 98 527          | 51 600          | 53 532          |

Во время войны в Грузии в августе 2008 года беженцами из зоны конфликта стали 15 тысяч этнических грузин (более 80 % грузинского населения) и 34 тысячи осетин (более 70 % осетинского населения).

### Языки
Осетинский и русский языки имеют статус государственных языков в Южной Осетии. Грузинский язык официально используется для общения в Ленингорском районе республики (в местах компактного проживания граждан РЮО грузинской национальности).

#### Осетинский язык

Осетинский язык в Южной Осетии:
Кударский говор
Урс-туальский говор
Ксанский говор

Осетинский язык — основной язык населения Южной Осетии. На осетинском языке вещает центральное телевидение, выходит газета «Хурзӕрин».
Осетинский язык представлен в Южной Осетии только иронским диалектом, а именно тремя его говорами: кударским, ксанским и урстуальским.

#### Русский язык
Русский язык является государственным языком наравне с осетинским. На нём вещают центральное телевидение и радио, выходят газеты «Южная Осетия» и «Республика». На русском языке ведут обучение все образовательные учреждения республики.
13 ноября 2011 года прошёл референдум по вопросу присвоения русскому языку статуса государственного. «За» проголосовали более 83 % избирателей.
5 апреля 2012 года парламент Южной Осетии в ходе пленарного заседания принял конституционный закон «О государственных языках Республики Южная Осетия». 6 июня 2012 года закон был одобрен в окончательном чтении. Русский язык стал одним из двух государственных языков.

#### Грузинский язык
Грузинский язык, согласно Конституции Республики Южная Осетия, является официальным для органов государственной власти в местах компактного проживания граждан грузинской национальности.
В результате войны в 2008 году ареал грузинского языка на территории республики заметно сократился, в основном ограничиваясь Ксанским ущельем (восточной частью Ленингорского района).

## Экономика
В результате грузино-осетинского конфликта комиссия оценила ущерб только государственным и муниципальным объектам — дорожным, газо- и электроснабжения, в 16-18 млрд рублей.
Грузией, согласно решению её парламента, была организована экономическая блокада Южной Осетии.
- 23 сентября 2008 года председатель Счётной палаты России Сергей Степашин заявил, что на восстановление и создание инфраструктуры, а также новых рабочих мест в Южной Осетии из российского бюджета предполагается направить 10 миллиардов рублей; между Счётной палатой России и руководством Южной Осетии достигнута договорённость о том, что расходы российских бюджетных средств в республике будут контролироваться Счётной палатой России[80].

Основной продукцией, производимой в Южной Осетии, являются фрукты (яблоки, груши и хурма), а также минеральные воды «Багиата» и «Дзау-Суар», которые после войны августа 2008 года перестали поставляться в Грузию (граница закрыта) и в настоящее время поставляются исключительно в Российскую Федерацию.
Единственной валютой, имеющей свободное хождение в республике, является российский рубль. Другая иностранная валюта не имеет обращения, несмотря на наличие обменных пунктов, на которых можно обменять только три вида валюты: российские рубли, евро, доллары США. С 2013 года нацбанком республики выпускаются золотые и серебряные монеты — зарины (осет. «зӕрин»). Монеты чеканятся на Московском монетном дворе.
Крупнейшие предприятия: завод «Вибромашина», завод строительных изделий, завод «Эмальпровод», лесокомбинат, швейная фабрика БТК 4, пивоваренный завод «Алутон», мельничный комплекс, разливочный завод «Родник Осетии», мясоперерабатывающий комбинат «Растдон», консервный завод.

### Газоснабжение
Трубопроводные поставки газа до августа 2008 года осуществлялись через территорию Грузии. В августе поставки были прекращены. В январе 2009 года ОБСЕ провела мониторинг газопровода Агара — Цхинвал и подтвердила его исправность. Поставки возобновились 25 января 2009 года, стоимость газа составила 645 лари ($450) за тысячу кубометров. Однако поставки были нестабильными, давление в газопроводе снижалось до 8 % от номинального.
26 августа 2009 года был открыт газопровод Дзуарикау — Цхинвал. Он соединил Россию и Южную Осетию напрямую и позволил бесперебойно получать газ по втрое меньшей цене, чем покупка газа из Грузии.

### Водоснабжение
Значительное социальное значение имеет Водовод Едис — Цхинвал, доставляющий воду из источников в сёлах Едис, Бритат, Згубир и Дзомаг в город Цхинвал и попутные населённые пункты.
Планируется перенаправление Ванатской трубы на Цхинвал. Для этого нужно построить трубу, протяжённостью 12 км, от источника около села Ванат до села Прис и создать там бассейн. Это позволит запитать всю левобережную часть города. По состоянию на лето 2009 года источник у села Ванат всё ещё снабжает бесплатно сёла, находящиеся на территории Грузии.

### Транспорт
Основным средством транспортного сообщения в республике является автомобильный транспорт.

#### Автомобильный
Основной транспортной артерией является Транскавказская автомагистраль, связывающая Южную Осетию с Россией и, через территорию Грузии, с Арменией.

#### Общественный транспорт Цхинвала
Непродолжительное время, с 1984 по 1991 годы, в главном и единственном тогда городе Южной Осетии работал троллейбус. Система закрыта из-за военных действий. Есть планы по восстановлению движения троллейбусов, но на практике никаких подвижек в этом направлении нет.
В современном Цхинвале действует автобусное сообщение (раз в 10-15 минут) и службы такси. Подвижной состав городского автобуса представлен подержанными машинами ЛиАЗ-5256, которые были подарены Россией после войны 2008 года и ранее работали в Московской области. Все маршруты городского, междугороднего и международного автобусного сообщения обслуживаются РГУП «Управление автомобильного транспорта Южной Осетии».

#### Железнодорожный
Железная дорога связывала Цхинвал с Гори и Закавказской магистралью; первый поезд прибыл в Цхинвал 8 июня 1940 года. Железнодорожное сообщение прекратилось с началом первого грузино-осетинского конфликта в начале 1990-х годов. Бывшая железнодорожная станция ныне функционирует как автовокзал.

#### Авиационный
По состоянию на 2009 год авиация республики представлена только вертолётами. Аэропорты отсутствуют.
На территории города Цхинвал функционировал[когда?] филиал Тбилисского авиационного завода, выпускающий подвесные баки для штурмовиков Су-25.

## Образование
- 120 средних общеобразовательных школ, русскоязычных и осетиноязычных,
- Православная гимназия им. Валерия Хубулова,
- Школа-интернат,
- Лицей искусств им. Аксо Колиева,
- Детская школа искусств,
- Художественная школа,
- Цхинвальская детская музыкальная школа № 1 им. Бориса Галаева,
- Цхинвальская детская музыкальная школа № 2 им. Битиева,
- Цхинвальская детская музыкальная (с эстрадным уклом) «Бонварнон»,
- Цхинвальский многопрофильный колледж,
- Цхинвальское музыкальное училище им. Феликса Алборова (Музыкальное отделение, хореографическое, актёрское),
- Цхинвальское художественное училище,
- Цхинвальское медицинское училище им. Н. В. Карсанова,
- Юго-Осетинский государственный университет им. А. Тибилова,
- Открытый институт РЮО
- Юго-Осетинский научно-исследовательский институт им. З. Н. Ванеева,

## Вооружённые силы
Министерство обороны РЮО было создано 23 февраля 1992 года. К началу войны с Грузией Вооружённые силы Южной Осетии насчитывали:
- 15 танков — Т-55, Т-62, Т-72, в основной массе Т-55;
- 25 самоходных артиллерийских установок «Гвоздика» и «Акация»;
- 12 гаубиц «Д-30»;
- 6 РСЗО БМ-21 «Град»;
- 4 100-миллиметровые противотанковые пушки МТ-12 «Рапира»;
- более 30 миномётов;
- 52 БРДМ, БМП-1 и БТР-70;
- 3 зенитно-ракетных комплекса «Оса»;
- 3 ракетно-пушечных комплекса «Тунгуска»;
- 6 комплексов «Стрела»;
- 10 спаренных зенитных установок ЗУ-23-2.

На вооружении Военно-воздушных сил республики находилось 4 вертолёта Ми-8.

## Граница
Протяжённость южноосетинско-грузинской границы — около 400 км. Для охраны границы между РЮО и Грузией создано 20 пограничных застав. Границу с Грузией охраняют 900 пограничников.
18 февраля 2015 г. был подписан договор о государственной границе между Южной Осетией и Россией.

## Религия

### Грузинская православная церковь
С 1988 до 1991 года, когда началась первая грузино-осетинская война, в Южной Осетии функционировал Храм Рождества Пресвятой Богородицы, в котором проводил службы священник Грузинской Православной Церкви о. Елиоз. После событий 23 ноября 1989 года храм ненадолго приостановил свою деятельность, которую возобновил в марте 1990 года. Накануне ввода подразделений МВД ГССР в город Цхинвал в январе 1991 года о. Елиоз и другие служители Храма покинули территорию г. Цхинвала.

### Деятельность отца Георгия (Александра Пухатэ)
После 1991 года возрождением церковной жизни в Южной Осетии занимался мирянин Александр Пухатэ. По благословению епископа Ставропольского и Бакинского Гедеона он проводил церковные службы, хотя и не был рукоположён в сан священника. В 1992 году, собрав подписи прихожан Храма, он получил от властей разрешение на его открытие и возобновление богослужений. Тогда же православная община Южной Осетии обратилась в Московский Патриархат Русской Православной Церкви с просьбой принять её под свой омофор, на что получила отказ. После этого община была принята под омофор Русской Зарубежной церкви, Александр (Пухатэ) был рукоположён в сан священника в 1992 году, а через несколько лет был пострижен в монашество с именем Георгий и к 2000 году стал во главе вновь образованного Южно-Осетинского благочиния РПЦЗ.
К концу 1990-х отец Георгий (Александр Пухатэ) открыл в Южной Осетии 10 храмов, хотя и не имел возможности служить во всех этих храмах одновременно, Зарубежная церковь, уже решившая объединяться с Московской патриархией, не рукополагала новых священников для Южной Осетии, ибо Московская патриархия признаёт Грузинскую, а Цхинвал — «каноническая территория» последней.
Тогда отец Георгий перешёл в Истинно-Православную церковь Греции (ИПЦГ), которая возвела его в сан епископа Аланского под именем Георгия, и он получил возможность рукополагать священников.
Аланская епархия ИПЦГ стала фактически официальной Церковью Южной Осетии, а епископ Георгий присутствовал на всех государственных церемониях. В 2011 году было объявлено об отставке епископа Аланского Георгия с поста епископа Аланского по состоянию здоровья (в последние годы он перенёс несколько хирургических операций). Его предписано именовать бывшим епископом Аланским.

### Отношение к каноническим церквям
После войны в августе 2008 население и руководство республики настроено против вмешательства РПЦ и ГПЦ во внутрицерковные дела Южной Осетии.

### Храмы
На 2020 год в столице республики действуют Храм Рождества Пресвятой Богородицы и Храм Святых Константина и Елены Аланской епархии ИПЦГ и Храм Пресвятой Троицы Русской православной церкви.

## Медицина
В июле 2018 года в Республике Южная Осетия образовано государственное бюджетное учреждение здравоохранения «Республиканский многопрофильный медицинский центр», которое включило в себя:
- «Детскую республиканскую больницу»,
- «Республиканскую больницу»,
- «Родильный дом»,
- «Цхинвальскую городскую поликлинику»,
- «Цхинвальскую районную поликлинику»,
- «Республиканский противотуберкулёзный диспансер»,
- «Республиканскую станцию скорой и неотложной медицинской помощи»,
- «Республиканский врачебно-физкультурный диспансер»,
- «Республиканский наркологический диспансер»,
- «Республиканский кожно-венерологический диспансер»
- «Бюро судебно-медицинской экспертизы»

## СМИ
- Государственная телерадиокомпания «Ир»[104];
- Информационное агентство «АЛАНИЯинформ»[105];
- Государственная информационное агентство «Рес»[106];
- «Sputnik Южная Осетия»[107];
- «ЮОГУ ТВ»[108]
- Радио «Южный город»[109];
- Газета «Южная Осетия»[110];
- Газета «Хурзарин»[111];
- Газета «Республика»[112];
- Журнал «Фидиуӕг»[113].

## Культура

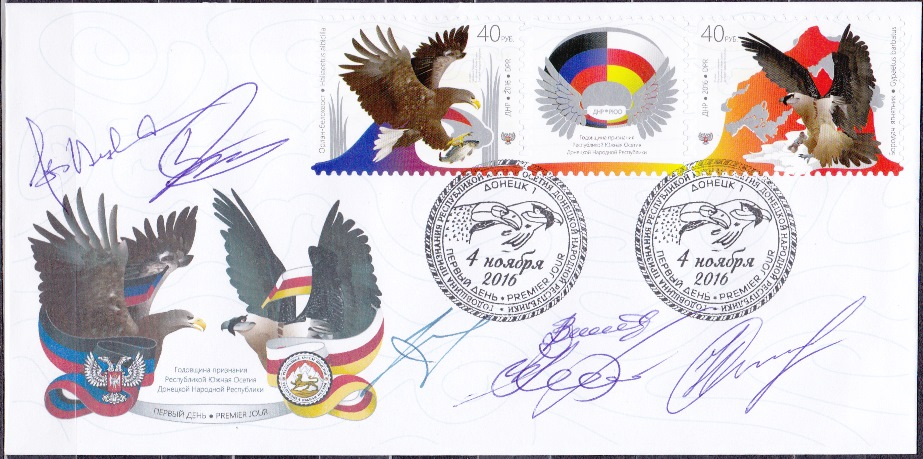
Совместный почтовый выпуск ДНР и Республики Южная Осетия, посвящённый второй годовщине установления отношений между республиками

### Музеи
- Национальный музей Южной Осетии — г. Цхинвал;
- Музей Ксанских Эриставов (художественный, археологический, этнографический и краеведческий) — п. Ленингор;
- Дом-музей Иване Мачабели (уничтожен в 2008 году) — бывшее с. Тамарашени;
- Дом-музей Васо Абаева — г. Цхинвал;
- Дом-музей Рутена Гаглоева — с. Уанел, Дзауский район;
- Дом-музей им. К. Л. Хетагурова — п. Знаур;
- Квайсинский музей — г. Квайса;
- Мемориал-музей Сожжённых душ — у селения Тбет Цхинвальского района.

### Театр
- Юго-Осетинский государственный театр им. К. Л. Хетагурова — г. Цхинвал;
- Народный драматический театр — пос. Знаур;
- Команда КВН «16+».

Оркестры
- Государственный оркестр народных инструментов «Айзалд». (Статус государственного присвоен 20 сентября 2017 года)

Хор
- Президентский государственный мужской хор.

Танцевальные ансамбли
- Государственный ансамбль песни и танца РЮО «Симд» им. Б. А. Галаева (основан в 1936 году);
- Заслуженный образцовый ансамбль танца Цхинвальского района «Амонд»
- Заслуженный детский ансамбль танца «Скифы».

## Туризм в Южной Осетии
Основные достопримечательности страны
- Цителихатские озёра,
- Аланская крепость X века (у бывшего села Ачабет),
- Национальный музей Республики Южная Осетия,
- Музей-дворец Князей Ксанский Эриставов (пос. Ленингор),
- Дом-музей Рутена Гаглоева в селе Уанел,
- Лиахвский заповедник,
- «Армазская церковь»,
- «Бурхох» (Бурсамдзел),
- «Бубы лӕгӕт»,
- «Гуфтинский мост»,
- «Джеры-дзуар»,
- «Зылды мӕсыг»,
- «Икортский храм»,
- «Кельское озеро»,
- «Край башен» (Урс-Туалта),
- «Морахский крест», (Кударское ущелье)
- «Озеро Ерцо»,
- «Пещеры Кударо» и город Квайса,
- «Старый город», (Цхинвал)
- «Тирский монастырь»,
- «Тлийский могильник»,
- «Царциаты калак»,

### Памятники
В 2008 году были разрушены 11 объектов культурного наследия. Всего в Южной Осетии расположены более полутора тысяч исторических памятников, большинство из которых находятся без присмотра и охраны. Самые древние датируются VI веком. Ни один из памятников не находится под защитой ЮНЕСКО.
Действует Союз художников Южной Осетии.

### Государственные праздники
Праздничные нерабочие дни:
- 23 февраля — День защитника Отечества (23.02.1992 года были созданы Вооружённые силы Южной Осетии)[91].
- 8 марта — Международный женский день
- 1 мая — День весны и труда
- 9 мая — День Победы
- 12 июня — День России
- 27 июня — День молодёжи Южной Осетии
- 29 мая — День принятия Акта провозглашения независимости Республики Южная Осетия
- 26 августа — День признания Россией независимости Южной Осетии[117]
- 20 сентября — День независимости Южной Осетии